# Estación de Hospital 12 de Octubre

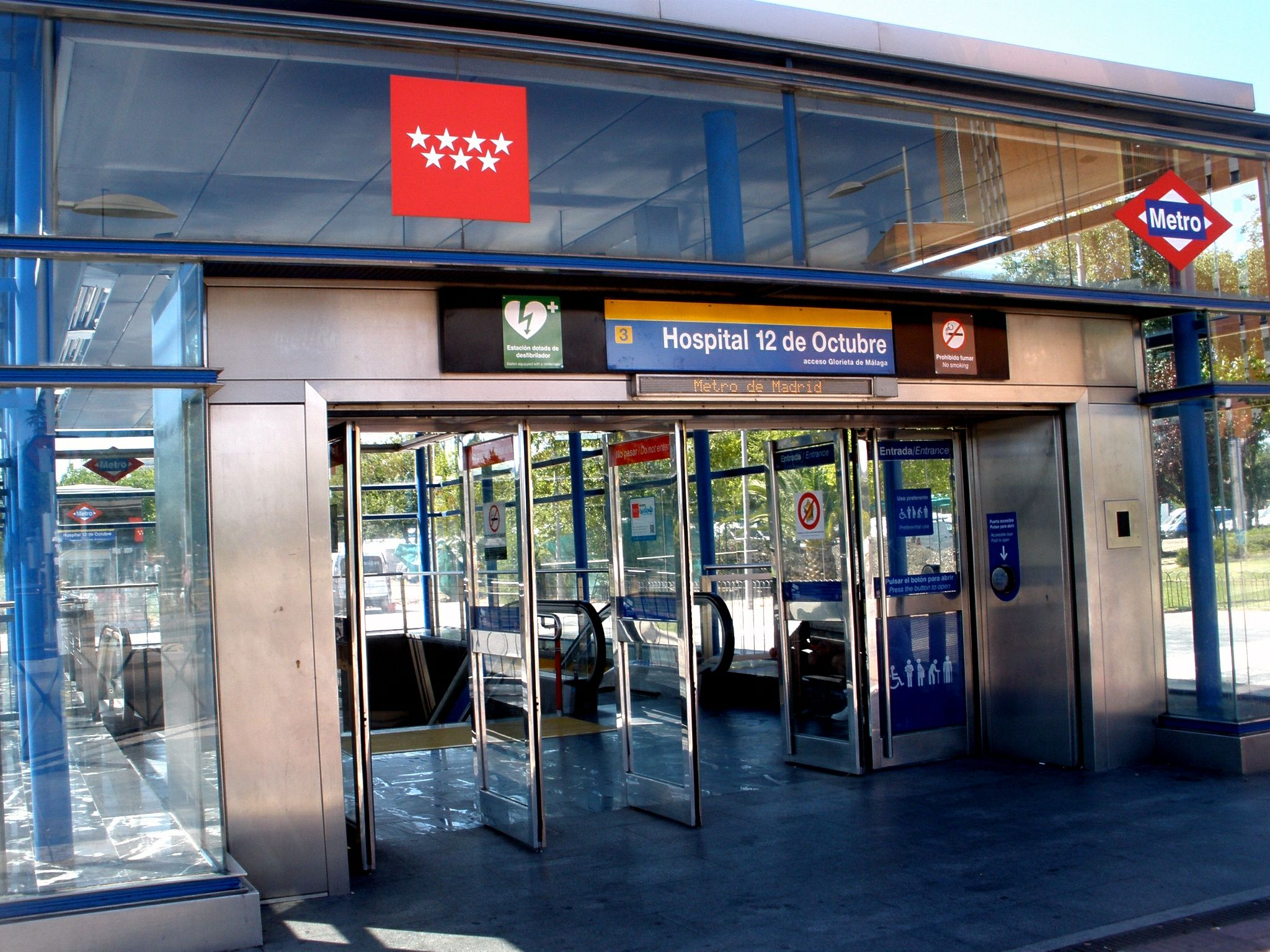
Acceso a la estación.

Hospital 12 de Octubre es una estación de la línea 3 de Metro de Madrid situada en el distrito de Usera, bajo la Glorieta de Málaga, en Madrid. La estación da servicio al Hospital 12 de Octubre y a los vecinos de la zona, como por ejemplo a gran parte de los vecinos del barrio de San Fermín (distrito de Usera).

## Historia y características
La estación fue inaugurada junto con el resto de la ampliación de la línea 3 el 21 de abril de 2007. La estación tiene una longitud de 108 m, una anchura máxima de 34,4 m y una profundidad de casi 20 m.
La estación se distribuye en dos niveles: vestíbulo y andén. La estación dispone de escaleras mecánicas y ascensores, lo que permite que la estación sea accesible a personas de movilidad reducida.
Para decorar la estación se instaló un gran mural de 55 x 5 m titulado "Humani Corpore", obra conjunta del ceramista Carlos Alonso (Alfar del Monte), el diseñador Luis Sardá, y el costarricense Gustavo Quesada. Sobre un fondo con reproducciones de láminas de anatomía del siglo XIX, se representan doce figuras humanas. Con esta composición, se rinde homenaje a la medicina y al cuerpo humano.
En septiembre de 2023 se añadió a la decoración de la estación una serie de murales de vinilo que repasaban la historia del Hospital 12 de Octubre, que cumplía 50 años en esas fechas.

## Accesos
Vestíbulo Hospital 12 de Octubre
- Glorieta de Málaga Avda. de Córdoba, s/n (en la Gta. de Málaga).
- Ascensor Avda. de Córdoba, s/n (en la Gta. de Málaga).

## Líneas y conexiones

### Metro
| << cabecera | < estación         | línea | estación >  | cabecera >> |
| ----------- | ------------------ | ----- | ----------- | ----------- |
| El Casar    | San Fermín-Orcasur |       | Almendrales | Moncloa     |

### Autobuses
| Diurnos   |                                                |                                                     |
| Línea     | Destino                                        | Parada                                              |
| 18        | Villaverde Cruce                               | 1132 HOSPITAL 12 DE OCTUBRE (Av. Córdoba)           |
| 22        | Villaverde Alto (Estación Metro / Cercanías)   | 1132 HOSPITAL 12 DE OCTUBRE (Av. Córdoba)           |
| 59        | San Cristóbal                                  | 1132 HOSPITAL 12 DE OCTUBRE (Av. Córdoba)           |
| 76        | Villaverde Alto (Barriada de Plata y Castañar) | 1132 HOSPITAL 12 DE OCTUBRE (Av. Córdoba)           |
| 79        | Villaverde Alto (Plaza de Ágata)               | 1132 HOSPITAL 12 DE OCTUBRE (Av. Córdoba)           |
| 85        | Butarque                                       | 1132 HOSPITAL 12 DE OCTUBRE (Av. Córdoba)           |
| 86        | Villaverde Alto (Plaza de Ágata)               | 1132 HOSPITAL 12 DE OCTUBRE (Av. Córdoba)           |
| 81        | Hospital 12 de Octubre (RENFE)                 | 3898 HOSPITAL 12 DE OCTUBRE (Cabecera de línea 121) |
| 121       | Campamento                                     | 3898 HOSPITAL 12 DE OCTUBRE (Cabecera de línea 121) |
| 18        | Plaza Mayor                                    | 5380 HOSPITAL 12 DE OCTUBRE (Av. Córdoba)           |
| 22        | Legazpi                                        | 5380 HOSPITAL 12 DE OCTUBRE (Av. Córdoba)           |
| 59        | Estación de Atocha                             | 5380 HOSPITAL 12 DE OCTUBRE (Av. Córdoba)           |
| 76        | Plaza de la Beata                              | 5380 HOSPITAL 12 DE OCTUBRE (Av. Córdoba)           |
| 79        | Legazpi                                        | 5380 HOSPITAL 12 DE OCTUBRE (Av. Córdoba)           |
| 85        | Estación de Atocha                             | 5380 HOSPITAL 12 DE OCTUBRE (Av. Córdoba)           |
| 86        | Estación de Atocha                             | 5380 HOSPITAL 12 DE OCTUBRE (Av. Córdoba)           |
| 81        | Oporto                                         | 5721 HOSPITAL 12 OCTUBRE (Av. Córdoba-lateral)      |
| Nocturnos |                                                |                                                     |
| Línea     | Destino                                        | Parada                                              |
| N13       | San Cristóbal                                  | 1132 HOSPITAL 12 DE OCTUBRE (Av. Córdoba)           |
| N14       | Villaverde Alto                                | 1132 HOSPITAL 12 DE OCTUBRE (Av. Córdoba)           |
| N13       | Cibeles                                        | 5380 HOSPITAL 12 DE OCTUBRE (Av. Córdoba)           |
| N14       | Cibeles                                        | 5380 HOSPITAL 12 DE OCTUBRE (Av. Córdoba)           |
| N15       | Cibeles                                        | 3898 HOSPITAL 12 DE OCTUBRE (Cabecera)              |

| Diurnos   |                               |                                         |                           |
| Línea     | Destino                       | Parada                                  | Operador                  |
| 411       | Getafe - Perales del Río      | 1132 AV. CÓRDOBA-HOSPITAL 12 DE OCTUBRE | La Veloz                  |
| 421       | Pinto                         | 1132 AV. CÓRDOBA-HOSPITAL 12 DE OCTUBRE | AISA                      |
| 422       | Valdemoro                     | 1132 AV. CÓRDOBA-HOSPITAL 12 DE OCTUBRE | AISA                      |
| 423       | Aranjuez                      | 1132 AV. CÓRDOBA-HOSPITAL 12 DE OCTUBRE | AISA                      |
| 424       | Valdemoro (El Restón)         | 1132 AV. CÓRDOBA-HOSPITAL 12 DE OCTUBRE | AISA                      |
| 426       | Ciempozuelos                  | 1132 AV. CÓRDOBA-HOSPITAL 12 DE OCTUBRE | AISA                      |
| 429       | Aranjuez (PAU de la Montaña)  | 1132 AV. CÓRDOBA-HOSPITAL 12 DE OCTUBRE | AISA                      |
| 447       | Getafe (Hospital)             | 1132 AV. CÓRDOBA-HOSPITAL 12 DE OCTUBRE | Avanza Movilidad Integral |
| 448       | Getafe (por Villaverde)       | 1132 AV. CÓRDOBA-HOSPITAL 12 DE OCTUBRE | Avanza Movilidad Integral |
| VAC-158   | Ocaña / Quintanar de la Orden | 1132 AV. CÓRDOBA-HOSPITAL 12 DE OCTUBRE | Samar                     |
| VAC-231   | Seseña                        | 1132 AV. CÓRDOBA-HOSPITAL 12 DE OCTUBRE | Interbus                  |
| 411       | Madrid (Legazpi)              | 5380 AV. CÓRDOBA-HOSPITAL 12 DE OCTUBRE | La Veloz                  |
| 421       | Madrid (Legazpi)              | 5380 AV. CÓRDOBA-HOSPITAL 12 DE OCTUBRE | AISA                      |
| 422       | Madrid (Legazpi)              | 5380 AV. CÓRDOBA-HOSPITAL 12 DE OCTUBRE | AISA                      |
| 423       | Madrid (Estación Sur)         | 5380 AV. CÓRDOBA-HOSPITAL 12 DE OCTUBRE | AISA                      |
| 424       | Madrid (Legazpi)              | 5380 AV. CÓRDOBA-HOSPITAL 12 DE OCTUBRE | AISA                      |
| 426       | Madrid (Legazpi)              | 5380 AV. CÓRDOBA-HOSPITAL 12 DE OCTUBRE | AISA                      |
| 429       | Madrid (Legazpi)              | 5380 AV. CÓRDOBA-HOSPITAL 12 DE OCTUBRE | AISA                      |
| 447       | Madrid (Legazpi)              | 5380 AV. CÓRDOBA-HOSPITAL 12 DE OCTUBRE | Avanza Movilidad Integral |
| 448       | Madrid (Legazpi)              | 5380 AV. CÓRDOBA-HOSPITAL 12 DE OCTUBRE | Avanza Movilidad Integral |
| VAC-158   | Madrid (Estación Sur)         | 5380 AV. CÓRDOBA-HOSPITAL 12 DE OCTUBRE | Samar                     |
| VAC-231   | Madrid (Estación Sur)         | 5380 AV. CÓRDOBA-HOSPITAL 12 DE OCTUBRE | Interbus                  |
| Nocturnos |                               |                                         |                           |
| Línea     | Destino                       | Parada                                  | Operador                  |
| N401      | Pinto - Valdemoro             | 1132 AV. CÓRDOBA-HOSPITAL 12 DE OCTUBRE | AISA                      |
| N402      | Ciempozuelos - Aranjuez       | 1132 AV. CÓRDOBA-HOSPITAL 12 DE OCTUBRE | AISA                      |
| N401      | Madrid (Atocha)               | 5380 AV. CÓRDOBA-HOSPITAL 12 DE OCTUBRE | AISA                      |
| N402      | Madrid (Atocha)               | 5380 AV. CÓRDOBA-HOSPITAL 12 DE OCTUBRE | AISA                      |